# Parte (direito)
No direito processual, parte é cada pessoa que figura numa relação jurídica processual, isto é, numa ação judicial, atuando nela com parcialidade e estando sujeita aos efeitos da decisão judicial. Diz-se que a parte atua com parcialidade já que está no processo defendendo o interesse de alguém - seu ou de outrem. Denomina-se de "autor" a parte que inicia a ação judicial, e de "réu" a parte contra quem é intentada a ação. Autor e réu, dentro da relação processual, formam o polo ativo e passivo da demanda. Caso um processo apresente pluralidade de partes em um dos polos, ou em ambos, tem-se o fenômeno do litisconsórcio. Além desses sujeitos, terceiros podem vir a integrar a relação jurídica processual durante o desenrolar do processo. A partir do momento que tais terceiros são admitidos no processo, discute-se se passam ou não a ser considerados partes, não havendo uma posição de consenso entre os estudiosos do tema.
O juiz não é parte do processo, já que não atua com parcialidade, devendo desempenhar suas funções na demanda de modo imparcial e equidistante. O juiz parcial pode ser recusado pelas partes, e sendo reconhecida sua parcialidade, o processo deve ser remetido ao seu substituto legal. Além do juiz, podem atuar no processo diversos outros sujeitos, como oficiais de justiça, escrivães, conciliadores, peritos, intérpretes, testemunhas, informantes, dentre outros. Como o juiz, tais sujeitos não são partes no processo. Todos esses indivíduos, incluíndo o juiz, são considerados participantes processuais (português europeu) ou sujeitos do processo (português brasileiro), já que, de alguma forma, participam dele. As partes também são sujeitos do processo, mas que atuam com parcialidade. Dessa forma, toda parte é considerada sujeito ou participante processual, já que atua na ação judicial, mas nem todo sujeito processual será considerado parte.
Toda pessoa, física e jurídica, tem capacidade de ser parte, podendo figurar como autora ou ré em processo judicial. Nem todas as pessoas, contudo, podem atuar dentro do processo, praticando nele atos válidos. Em regra, os menores de idade não podem atuar no processo de forma autônoma, dependendo de um representante legal. Da mesma forma, os considerados incapazes devem atuar no processo com o auxílio de um representante legal. Esse representante legal não é parte no processo, apenas agindo em nome do representado para lhe conferir capacidade processual.
Em regra, as partes atuam no processo por meio de um procurador judicial, normalmente um advogado. Esse procurador não é parte no processo; é alguém que está no processo em nome e no interesse daquele que lhe deu poderes, daquele a quem representa. O advogado confere a parte capacidade postulatória, de modo que, por ele, advogado, poderá postular em juízo. O advogado, para praticar atos em nome da parte, deve estar autorizado por meio de procuração judicial outorgada pela parte. Excepcionalmente, a lei pode permitir que alguém litigue em juízo sem o auxílio de advogado.
A relação jurídica processual se estabelece na chamada relação trilateral ou tripartite, na qual são sujeitos o Estado, o autor e o réu, sendo imparcial o Estado e parciais  - portanto, partes - o autor e o réu. Para que o processo se desenvolva regularmente, é necessário que os sujeitos processuais sejam partes legítimas, sendo considerado parte legítima aquela que é legitimada, pela lei, a participar do processo.
O conceito de parte é um dos conceitos mais importantes do processo, formando junto com o pedido e a causa de pedir os chamados elementos da ação. Os elementos da ação servem para identificar uma ação judicial, e, assim, diferenciá-la de outras. A noção de partes também se liga a extensão dos efeitos da coisa julgada: em regra, só é atingido pela decisão judicial aquele que é parte no processo. Não existe processo judicial sem partes; o processo só pode ser iniciada por meio delas, mais especificamente, por meio da requerimento do autor, mediante uma petição inicial.

## Nomenclaturas

### No direito lusófono
Além de "autor" e "réu", são encontradas na práxis forense diversas nomenclaturas distintas para se referirem às partes do processo, tais como partes principais, partes da demanda, partes da lide, demandante e demandado, sujeito ativo e sujeito passivo, suplicados, requeridos.

#### No processo civil
Dentro do processo civil, a denominação das partes irá variar conforme o tipo de ação, procedimento ou fase processual. Autor e réu são denominações usuais no processo de conhecimento em geral. Pode-se citar ainda:
- Reconvinte e reconvindo na reconvenção;
- Recorrente e recorrido nos recursos em geral;
- Apelante e apelado na apelação;
- Agravante e agravado no agravo;
- Embargante e embargado nos embargos de terceiro.

Os terceiros que intervém no processo são genericamente chamados de terceiros intevenientes, para difenciá-los das partes originárias (autor e réu). A denominação específica utilizada para designar o terceiro que se torna parte processual dependerá da modalidade de intervenção. Na assistência, o terceiro que adentra ao processo é chamado de assistente; na denunciação à lide, denunciado; no chamamento ao processo, chamado. Já no processo de execução, as partes são denominadas exequente e executado.  Por sua vez, na tutela provisória, requerente e requerido. Na jurisdição voluntária, predomina o entendimento de que não há partes, já que não há lide. Nessa hipótese, se utiliza o termo interessados. No mandado de segurança, o autor é denominado impetrante e o réu impetrado.

#### Nas demais áreas
No processo penal, o réu é também denominado de acusado. No direito português, o réu de processo penal é chamado de arguido. Na ação penal privada, autor e réu são denominados querelante e querelado, respectivamente. O termo "ofendido" é reservado a vítima do crime, que nas ações penais públicas poderá intervir como terceiro, assumindo a posição de assistente da acusação (também denominado "assistente do Ministério Público"). Na ação de habeas corpus, aquele preso a quem se postula a liberdade é denominado paciente, e aquele que constrange a liberdade do indivíduo preso autoridade coatora.
No processo trabalhista brasileiro, é comum a utilização de reclamante e reclamado ao invés de autor e réu.

#### Outras nomenclaturas
A doutrina brasileira costuma diferenciar os conceitos de partes na demanda e partes no processo. Parte na demanda é aquele que está em juízo pedindo tutela ou contra ele é pedido tutela jurisdicional. Nesse conceito mais restritivo, eventuais terceiros que venham adentrar no processo não serão considerados partes, mantendo a condição de terceiros. Já para o conceito de partes no processo, parte é aquele que participa de forma parcial da relação jurídica processual, estando a ela submetido. Nesse conceito mais abrangente, os terceiros passam a ser considerados partes no momento em que é admitida sua intervenção no processo. O tema é melhor tratado no subtópico intervenção de terceiros, dentro do tópico "aquisição da qualidade de parte".
Distingue-se ainda a parte no sentido material da parte no sentido formal. A primeira é aquela participante da relação jurídica material discutida em juízo. A segunda é participante da relação jurídica processual. Quase sempre quem atua no processo reúne as duas condições, sendo parte em sentido material e formal. Ainda que não seja titular da relação de direito material, mas participe do processo, aquele sujeito será considerado parte processual, independentemente da legalidade de sua presença na demanda. Assim, mesmo sendo parte ilegítima, o sujeito é considerado parte processual pelo simples fato de participar do processo. Não necessariamente será ilegítima a participação daquele que não é parte na relação jurídica material, mas é parte no processo; a lei pode pode conferir a alguém, em certas hipóteses, a legitimação para defender, em nome próprio, interesse alheio - a chamada legitimação extraordinária. Lado outro, se a parte for ilegítima, poderá alegar no processo sua ilegitimidade, caso esteja no polo passivo; reconhecida essa ilegitimidade, a parte será excluída do processo, na hipótese de litisconsórcio, ou o processo será extinto, em se tratando de sujeito único no polo passivo. Portanto, nesse caso, o sujeito foi parte do processo, mas não foi parte legítima.

### Na common law
Na common law, autor e réu costumam ser chamados de plaintiff e defendant, respectivamente. Plaintiff deriva da antiga palavra francesa plaintif, que significa "queixoso". Na maioria dos países common law, o termo "claimant" (requerente, reclamante) é utilizado em contextos não judiciais. No direito norte-americano, o termo "claimant" é limitado a processos extrajudiciais, tais como processos administrativos. Já na Inglaterra e Gales, claimant substituiu plaintiff com a entrada do Código de Processo civil de 1999. A mudança foi motivada por uma avaliação de que a palavra claimant seria mais aceitável como "inglês simples" do que a palavra plaintiff. No direito escocês, por sua vez, o autor é denominado pursuer (perseguidor) e o réu defender (defensor).
Nas class action americanas, o autor da ação é denominado class representative, também chamado de lead plaintiff, named plaintiff, ou representative plaintiff.
Durante o processo judicial, denomina-se de "movant" (do frânces antigo movoir, causar, colocar em movimento, mover, introduzir) a parte que formula algum pedido ao juiz (motion), equivalendo ao termo "requerente" no português jurídico.
O litisconsórcio, na common law, é denominado de "joinder of parties" (junção de partes, em tradução literal).

## Evolução histórica do conceito

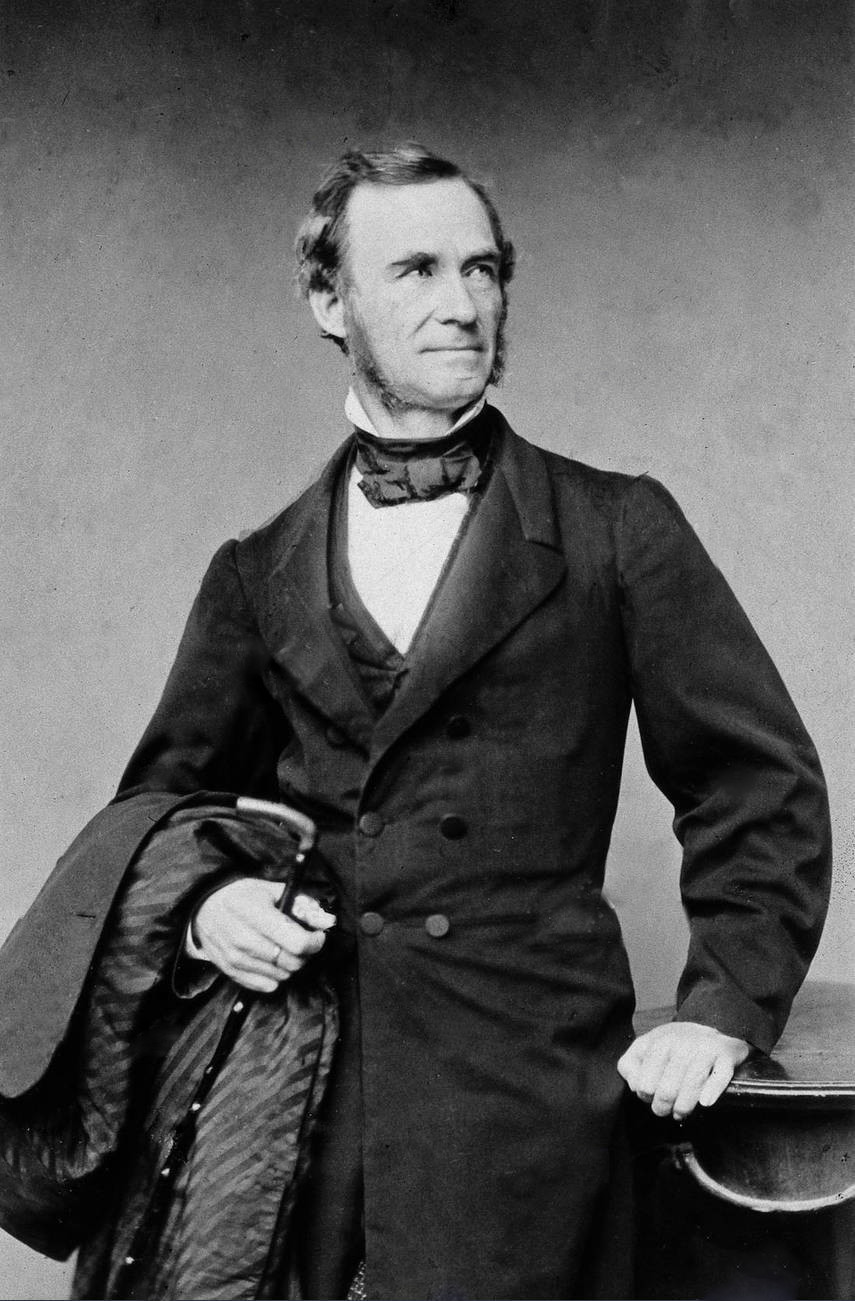
Bernhard Windscheid, um dos primeiros a defender a autonomia do direito processual.

O conceito de parte experimentou diversas mutações ao longo da história do direito processual. No século XIX, quando o direito processual não era visto ainda como matéria autônoma, vigorava a ideia de que a ação judicial era o próprio direito material depois de violado. Nessa concepção, quando há respeito ao direito material, ele remanesce estático, colocando-se em movimento somente no caso de agressão ou ameaça, hipótese na qual passa a ser considerado direito de ação. A ação era, assim, manifestação do direito material, ou seja, era a forma como se manifestava o direito material após sofrer uma lesão, de sorte que autor e réu deveriam corresponder às pessoas envolvidas no direito discutido em juízo.
Com o avanço da ciência processual, esse conceito de ação passou a ser contestado, observando os juristas da época que muitas vezes um sujeito participava de um processo sem que sua presença fosse justificada à luz do direito material alegado. Assim, a título de exemplo, numa ação de cobrança, se o juiz ao final decidir que a pretensa dívida alegada pelo autor é, na verdade, inexistente, tem-se que na verdade os sujeitos que participaram do processo não eram autor nem réu, já que o direito alegado nem sequer existia; não obstante, o processo existiu, e resultou numa sentença de mérito.
Com base em tais observações, passou-se a defender a autonomia do direito processual frente ao direito material. Um dos primeiros proponentes dessa tese foi o jurista alemão Bernhard Windscheid, em famoso debate com o compatriota Theodor Muther. Esse debate consolidou a ideia de que o direito material e o direito de ação seriam distintos, sendo o conceito de parte puramente processual, não se confundindo com as partes do direito material. Dessa diferenciação nasceu a noção de parte no sentido material e parte no sentido formal.
Dentre os conceitos mais utilizados para definir as partes, destaca-se a definição dada pelo jurista jurista italiano Giuseppe Chiovenda, para quem "parte  é  aquele que demanda em seu próprio nome (ou em cujo nome é demandada) a atuação duma vontade da lei, e aquele em face de quem essa atuação é demandada". Esse conceito tem larga aceitação entre os processualistas. Esse conceito foi refinado por Thereza Alvim, para quem parte é "aquela que pede ou contra quem se pede a tutela jurisdicional". Para Alvim, o conceito de Chiovenda é por demais abrangente, ao se referir a atuação "duma vontade da lei"; no processo administrativo, por exemplo, o administrado também demanda, em nome próprio ou alheio, a atuação da lei; não é parte, no entanto, pelo menos no sentido processual. Assim, a atuação da lei é substituída pelo pedido de "tutela jurisdicional", que só pode ser concedido pelo Poder Judiciário, mediante um processo judicial.
O conceito de Chiovenda e conceitos dele derivados, como o de Thereza Alvim, focam nas partes originárias da demanda - aquele que iniciou o processo e aquele que foi apontado como réu na petição inicial. Juristas como Michele Taruffo e Enrico Liebman, no entanto, entendem que essa definição de parte é insuficiente, já que outros sujeitos - além daqueles presentes no início da ação - podem vir a intervir no processo, se sujeitando à sua coisa julgada. Assim, para Liebman, parte é todo sujeito que participa da relação jurídica processual em contraditório defendendo interesse próprio ou alheio. Esse conceito de parte foi consagrado de forma expressa em alguns países, como Argentina e Espanha, que preveem que o terceiro que intervir no processo assumirá a posição de parte.

## Ministério Público
Em muitos países do sistema romano-germânico, a legislação prevê um órgão, ou em alguns casos uma instituição autônoma, denominada Ministério Público, ou Ministério Fiscal, na Espanha, a quem é incumbida a tarefa de atuar como fiscal da lei e propor ação penal. É o caso, por exemplo, do Brasil, de Portugal, França, Espanha, Itália e Alemanha.
Nesses países, o Ministério Público poderá ou não ser parte, a depender de sua atuação no processo. Será autor caso inicie a ação judicial, ou réu caso seja incluído no polo passivo. Caso seja obrigado a intervir no processo, por previsão legal, atuará então como custos legis ("fiscal da lei"), também denominado custos iuris ("fiscal da ordem jurídica"). Nessa hipótese, apesar de não ser considerado parte, terá direito a diversas prerrogativas das partes, como por exemplo, recorrer. É possível ainda que o Ministério Público atue como autor e fiscal da ordem jurídica no mesmo processo. Quando atua no processo, o Ministério Público é reputado como parte imparcial, já que, em última instância, defende a ordem jurídica, e não apenas o interesse do órgão. Sendo parte imparcial, e não mero órgão de acusação, é possível que o Ministério Público pleiteie a absolvição do acusado.

## Aquisição da qualidade de parte
Em regra, as partes de um processo são definidas pelo autor da demanda. Esse, ao iniciar uma ação judicial, por meio de uma petição inicial, se afirma legitimado a discutir o direito em juízo, se posicionando como autor do processo; em sua petição inicial apontará contra quem está litigando, que será o réu. Assim, aponta Arruda Alvim que "o conceito de parte expressa a realidade representada pelo mero fato, que se origina da afirmação feita pelo autor". O réu só adentrará ao processo com sua citação; enquanto não é citado, não faz parte da ação judicial, sendo mero terceiro.

### Intervenção de terceiros
Durante o desenrolar do processo, terceiros podem vir a adentrar nele, caso demonstrem que aquela ação judicial pode vir a afetar sua esfera de direitos. Nesse caso, diz-se que esse terceiro tem um interesse jurídico na demanda judicial, já que está ligado, em maior ou menor grau, ao direito ali discutido. Tem-se nesse caso a chamada intervenção de terceiro. As intervenções de terceiros permitem que diferentes pessoas adentrem ao processo, além daquelas originalmente presentes (autor e réu), viabilizando a proteção do direito desses terceiros, que poderão exercer o contraditório em demanda que que pode afetá-los. A intervenção confere também a decisão judicial uma maior legitimação, já que permite a pessoas que serão, direta ou indiretamente atingidas pelos efeitos dessa decisão, a possibilidade de influenciar no convencimento judicial. A admissão de terceiros no processo também concretiza o princípio da economia processual, possibilitando que o mesmo ato processual atinja mais de uma pessoa ao mesmo tempo.
Uma vez admitidos no processo, discute-se a qualidade desses sujeitos - se partes ou terceiros intervenientes. A controvérsia sobre o tema é antiga, e não há consenso doutrinário. Há aqueles que adotam um conceito mais amplo de parte, abrangendo todo sujeito que participa da relação jurídica processual em contraditório defendendo interesse próprio ou alheio. Nessa visão, os terceiros, no momento que adentram o processo, deixam de ser terceiros e passam a ser partes. No direito brasileiro, são partidários dessa posição, dentre outros, Alexandre Câmara, Freddie Didier Jr,, Daniel Amorim Assumpção Neves e Marcelo Abelha.
Lado outro, há quem defenda um conceito mais restritivo de parte, tal como o formulado por Chiovenda. Para os proponentes dessa tese, é parte o autor e réu, unicamente; os demais sujeitos que intervem no processo serão sempre terceiros, não importando a qualidade dessa intervenção (se assistência, oposição, denunciação á lide, etc). Nessa visão, serão partes apenas os sujeitos originários da demanda, ou seja, o autor e aquele(s) indicado(s) na petição inicial como réu(s).
Há ainda uma posição intermediária, na qual o terceiro será ou não parte a depender da espécie de intervenção que lhe permitiu adentrar ao processo. De um modo geral, esses autores entendem que o assistente, seja simples, seja litisconsorcial, não é parte, mas sim terceiro interveniente. De igual modo, o amicus curiae é terceiro, e não parte. Já nas demais hipóteses de intervenção - denunciação da lide, chamamento ao processo e desconsideração da personalidade jurídica -, o terceiro passa a ser parte no momento em que é admitido ao processo. A diferenciação entre terceiro interveniente e parte vai se dar em razão da intensidade do grau de influência da decisão sobre a relação material da qual faz parte o terceiro - quanto maior essa influência, maior a importância de participação do terceiro, tornando-o parte.
Assim, o assistente não é considerado parte, já que nada formula no processo, não trazendo pedido próprio, nem em em face dele é formulado pedido de tutela jurisdicional, de modo que sua participação não influi na delimitação do objeto litigioso.. A atividade do assistente, na verdade, é voltada para o auxílio e colaboração de uma das partes, razão pela qual se reputa como terceiro. Os mesmos motivos se prestam para explicar a posição do amicus curiae como terceiro: este intervém no processo com o intuito de auxiliar na prestação jurisdicional. Ao contrário de todos os demais intervenientes, o amicus curiae não defende interesse seu, mas sim um interesse dito institucional, voltado "à melhor solução possível do processo por meio do maior conhecimento da matéria e dos reflexos no plano prático da decisão", nas palavras de Daniel Amorim Assumpção.
A posição do assistente como terceiro, contudo, não é pacífica entre essa corrente intermediária, havendo autores que se posicionam pela qualidade de parte do assistente litisconsorcial, sob o argumento de que este é equiparado ao litisconsorte.

## Capacidade das partes
A parte, para que esteja regularmente em juízo, precisa preencher três capacidades:
- Capacidade de ser parte;
- Capacidade de estar em juizo;
- Capacidade postulatória.

A capacidade de ser parte deve ser a primeira capacidade a ser analisada, seguindo então a aferição das demais capacidades, na ordem exposta.

### Capacidade de ser parte
A capacidade de ser parte, também denominada personalidade jurídica ou judiciária,, é a aptidão para, em tese, ser sujeito de uma relação jurídica processual ou assumir uma situação jurídica processual (autor, réu, assistente etc.). Segundo o Código de Processo Civil português, é a "suscetibilidade de ser parte" (art. 11º, 1). A capacidade de ser parte se liga ao conceito de capacidade de direito, de modo que a detém todas as pessoas, sejam física ou jurídicas. Nesse sentido, estabelece o Código de Processo Civil federal do México que "todos que, conforme a lei, estão no pleno exercício de seus direitos dicivis podem comparecer em juízo". A personalidade jurídica, portanto, começa com o nascimento com vida, no caso de pessoa física, e no registro dos atos constitutivos na repartição pública competente, no caso de pessoa jurídica.
Apesar do conceito de ser parte ter íntima relação com o conceito de capacidade de direito, nele não se esgota, já que é um instituto autônomo, de direito processual. Assim, a lei pode conferir capacidade a quem é desprovido de personalidade; o contrário também é possível, com a legislação retirando a capacidade de ser parte de quem tem personalidade jurídica. No primeiro caso, tem-se como exemplo a capacidade de ser parte conferida a entes como condomínios, sociedades de fato, espólio, massa falida, etc. Tais entes são denominados de pessoas formais. O Código de Processo espanhol tem previsão expressa nesse sentido, prescrevendo que podem ser partes "as entidades sem personalidade jurídica as quais a lei reconheça capacidade para ser parte".
No processo penal brasileiro, o Código de Defesa do Consumidor permite que entidades e órgãos da Administração Pública especificamente destinados à defesa dos direitos dos consumidores possam se habilitar como assistente da acusação e mesmo oferecer queixa crime subsidiária em crimes e contravenções que envolvam relações de consumo, ainda que não disponham de personalidade jurídica (art. 80 c/c 82, IV). O Superior Tribunal de Justiça, por sua vez, admite que órgãos públicos sejam partes, desde que atuando exclusivamente para a defesa de seus interesses institucionais.
Por outro lado, a lei pode trazer restrições a capacidade de ser parte. Nos Juizados Especiais Cíveis, por exemplo, a lei determina que não poderão ser partes "o incapaz, o preso, as pessoas jurídicas de direito público, as empresas públicas da União, a massa falida e o insolvente civil".
O morto não é parte do processo. O processo movido contra réu já morto é reputado inexistente, já que a capacidade de ser parte é considerada como pressuposto processual de existência do processo. O Superior Tribunal de Justiça permite que, processado réu já morto, seja oportunada ao autor a possibilidade de emendar a petição inicial e corrigir o erro. Caso uma das partes venha a falecer durante o processo, ela deverá ser sucedida pelo seu representante processual, em regra o espólio. No processo penal, a solução é distinta: se a parte falecida era ré no processo, haverá a extinção da punibilidade.
A incapacidade de ser parte, por ser pressuposto de existência do processo, pode ser alegada a qualquer tempo.

#### Nascituro

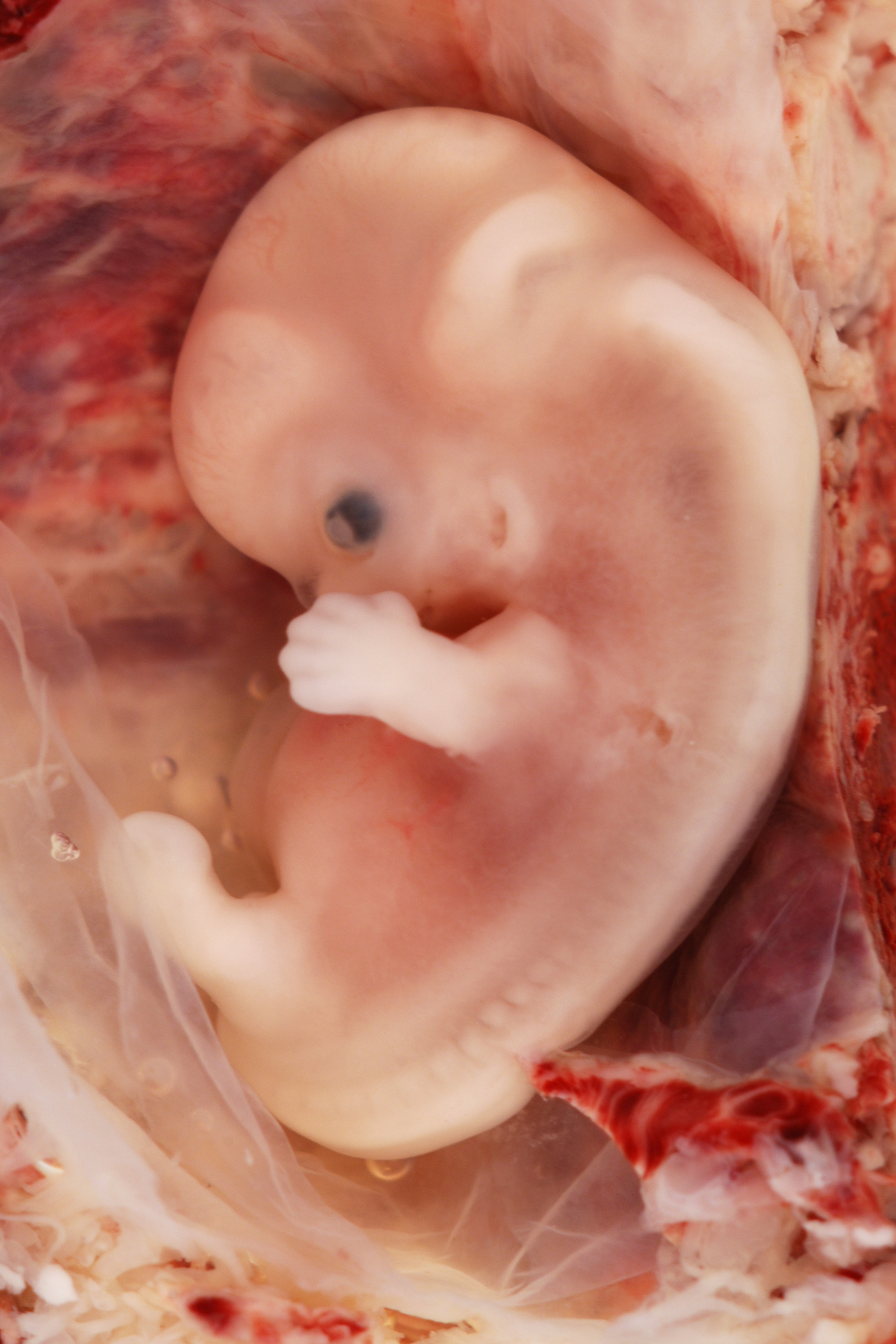
Feto humano. Discute-se se o nascituro teria ou não personalidade jurídica, e, portanto, capacidade de ser parte em um processo judicial.

Nascituro (do latim nasciturus, "aquele que há de nascer") é um termo jurídico utilizado para designar o ente gerado ou concebido, de existência no ventre materno, mas que ainda não nasceu. Em outras palavras, é conceito que abrange tanto o embrião quanto o feto. Como o nascituro é pessoa ainda não formada, pois de vida intra-uterina apenas, se reveste de notável controvérsia a questão acerca de ter esse ente personalidade jurídica. Essa controvérsia influencia diretamente o processo civil, pois negando personalidade jurídica ao nascituro, faltará a esse capacidade de ser parte, de modo que o nascituro não poderá participar de um processo judicial.
Há três posições históricas sobre a questão. Uma corrente, denominada natalista, defende que a personalidade jurídica se dá com o nascimento com vida. Essa teoria é também denominada negativa, já que sua adoção implica em negar todos os direitos do nascituro, que é visto como um ente com mera expectativa de direitos. Para essa visão, se o nascituro não nasce com vida, nunca foi sujeito de direito, nunca tendo adquirido direitos. No direito brasileiro, são partidários dessa corrente Caio Mário, Silvio Rodrigues e San Tiago Dantas. Em Portugal, defendem a tese natalista Inocêncio Galvão Teles, José Dias Marques e Luís A. Carvalho Fernandes. Do ponto de vista processual, não sendo o nascituro sujeito de direitos, como defende a corrente natalista, não poderá ser ser parte em processo judicial.
Em contraposição a corrente natalista, a teoria concepcionista afirma que o nascituro é sujeito de direitos e deveres desde sua concepção. Dessa forma, o concebido, ainda que não nascido, tem personalidade jurídica. No Brasil defendem a corrente concepcionista Silmara Juny Chinellato, Maria Helena Diniz, Pablo Stolze Gagliano e Rodolfo Pamplona Filho. Em Portugal, são defensores da corrente António Menezes Cordeiro, José de Oliveira Ascensão e Diogo Leite Campos. Adotada a teoria concepcionista, o nascituro passa a ter capacidade de ser parte, e poderá figurar em processo judicial, ainda que não tenha ainda nascido.
Há ainda uma corrente intermediária, denominada personalidade condicional, na qual, não obstante o nascituro não dispor de personalidade jurídica - nesse ponto se aproxima da teoria natalista - a ele são reconhecidos direitos sob forma de condição suspensiva - nascimento com vida. Implementada a condição, isto é, nascendo com vida, a personalidade do nascituro retroage ao momento de sua concepção - aqui, a teoria se aproxima mais da concepcionista. Essa posição é defendida no Brasil por Washington de Barros Monteiro, Miguel Maria de Serpa Lopes, Clóvis Bevilaqua e Arnaldo Rizzardo. Em Portugal, é adepto desse entendimento Rabindranath Valentino Aleixo Capelo de Souza. Optando-se pela teoria da personalidade condicional, o nascituro não poderá figurar em processo, já que não tem capacidade de ser parte. Por outro lado, após seu nascimento com vida, o nascido poderá pleitear de forma retroativa os direitos do nascituro.
Tanto a legislação brasileira quanto a legislação portuguesa não são claras sobre o tema. Em ambas, a regra parece ter sido a adoção da teoria natalista - ou seja, se exigindo o nascimento com vida; todavia, a legislação dos dois países em diversos momentos assegura certos direitos ao nascituro, em aproximação com a teoria concepcionista e da personalidade condicional. O Código Civil brasileiro afirma que "a personalidade civil da pessoa começa do nascimento com vida (...)" (art. 2º), o que parece concordar com a posição natalista. Contudo, ao final do dispositivo legal, prescreve-se que "a lei põe a salvo, desde a concepção, os direitos do nascituro". Já o Código Civil português dispõe que "a personalidade adquire-se no momento do nascimento completo e com vida" (art. 66, 1), em regra que se aproxima com a teoria natalista. O dispositivo seguinte, contudo, assevera que "os direitos que a lei reconhece aos nascituros dependem do seu nascimento" (art. 66, 2), em posição semelhante à da teoria da personalidade condicional.

### Capacidade de estar em juízo
Também denominada capacidade processual e legitimidade ad processum, é a capacidade de praticar validamente atos processuais, sem o auxílio de terceiros. O Código de Processo Civil alemão a define como a "capacidade de processar e ser processado". Na maioria dos países, a capacidade de estar em juízo será distinta, a depender da natureza do processo: se criminal ou não.

#### No processo civil

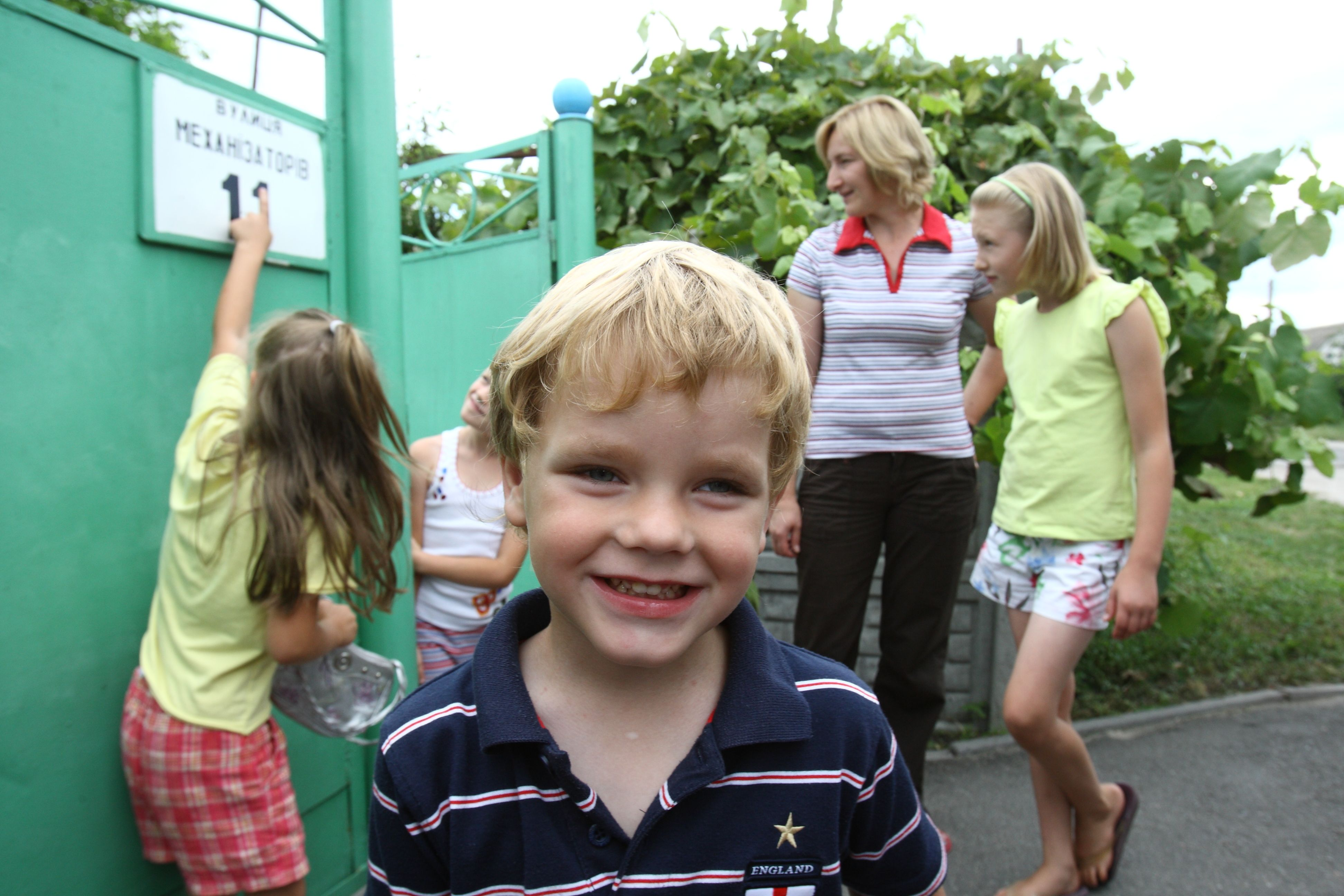
Em um processo judicial, menores de idade costumam estar em juízo com o auxílio dos seus pais, ou de um tutor.

No processo civil, a capacidade processual se liga a capacidade de fato: todo aquele que goza de capacidade de fato, isto é, que possa assumir direitos e deveres, poderá estar em juízo. Na maioria dos países, a capacidade de fato é adquirida com a maioridade, o que costuma ocorrer aos dezoito anos; assim, os maiores de dezoito anos têm, em regra, capacidade de fato, e, portanto, capacidade de estar em juízo. Não tendo capacidade de estar em juízo, os menores de idade não podem figurar em um processo de forma autônoma; devem ser auxiliados por um representante legal, normalmente seus pais, ou um tutor, na falta desses ou caso os pais tenham perdido o poder familiar. A restrição se justifica em defesa dessas pessoas, pois não tendo capacidade de fato, correm o risco de praticarem atos defeituosos ou se omitirem durante o processo judicial, prejudicando seu direito. Para evitar esse cenário, a lei determina que sejam representadas ou assistidas por outras, inteiramente capazes.
A lei pode prever causas de incapacidade para maiores de idade, tais como aqueles portadores de transtornos mentais. De um modo geral, as legislações prevem que são incapazes aqueles que, por alguma causa, apresentam impedimentos para expressar sua vontade ou que distorçam seu discernimento. Nesse sentido, o Código Civil português determina que devem ser acompanhados o maior impossibilitado de exercer, "plena, pessoal e conscientemente, os seus direitos ou de, nos mesmos termos, cumprir os seus deveres". O Código Civil brasileiro apresenta disposição semelhante, prescrevendo que são incapazes aqueles que "por causa transitória ou permanente, não puderem exprimir sua vontade". O Código Civil alemão, por sua vez, determina que devem ser acompanhados maiores de idade impossibilitados de cuidarem dos seus próprios negócios, em razão de doença mental ou física, ou deficiência física ou mental.
Esses maiores, não tendo capacidade de fato, devem estar em juízo por intermédio de um representante legal, da mesma forma que os menores de idade. Em Portugal, esse auxílio é denominado acompanhamento, e o maior sujeito a esse regime, acompanhado, designações também utilizadas na Alemanha. Nos países da common law, o representante legal é denominado litigation friend ("amigo contencioso"). No direito inglês e galês, é possível que o juízo permita que um menor de idade prossiga no processo sem representante legal. Já no direito brasileiro, os maiores incapazes estão sujeitos à curatela, e são ditos curatelados. O direito brasileiro diferencia duas medidas de incapacidade: absoluta e relativa. Os menores de dezesseis são reputados absolutamente incapazes, e devem ser representados, por seus pais ou tutor. Já os relativamente incapazes devem ser assistidos por seus pais, tutores ou curadores. No âmbito processual, a representação importará a realização de atos de parte exclusivamente pelo representante, enquanto na assistência haverá realização conjunta dos atos.
No direito brasileiro, caso o oficial de justiça, ao citar o réu, entenda que ele é "mentalmente incapaz" ou está "impossibilitado" de receber a citação, não deverá citá-lo, descrevendo e certificando a ocorrência ao juiz, que nomeará médico para apresentar laudo sobre o citando. Essa nomeação pode ser dispensada se pessoa da família apresentar declaração de médico atestando a incapacidade do indivíduo; o juiz, no entanto, não está vinculado a esse laudo, e poderá ainda assim determinar a perícia por médico por ele designado. Reconhecido que o réu é incapaz, o juiz nomeará curador. É possível ainda que o incapaz seja citado na pessoa de seu representante legal, caso esse tenha poderes especiais para receber citação.
As pessoas jurídicas, como entes abstratos que dependem de uma vontade externa para praticarem seus atos, adquirem capacidade processual através dos seus representantes legais, escolhidos no contrato social, na forma prescrita na lei ou em seus estatutos.

#### No processo penal
Nos processos de natureza não penal, a incapacidade do sujeito não é impeditivo de sua participação no processo, desde que haja representação válida e regular, já que a legislação costuma permitir que seja responsabilizado, no lugar do incapaz, seu representante legal. No processo penal, contudo, a maioria dos países preveem que a pena é personalíssima, isto é, apenas o condenado poderá ser apenado, não sendo possível a imposição de sanção criminal a terceiro. A incapacidade do réu, portanto, configura um obstáculo ao processo, devendo se aferir se essa incapacidade é anterior ou posterior à prática criminosa.
No processo penal brasileiro, havendo dúvidas sobre a integridade mental do acusado, este deve ser submetido a exame médico-legal. Segundo o Supremo Tribunal Federal, esse exame é prova pericial constituída em favor da defesa, de modo que não será possível sua realização caso a defesa se oponha a ele. Determinada a realização do exame, o processo será suspenso.
Constatado que a doença mental sobreveio à infração, o processo continuará suspenso até que o acusado se restabeleça. Nessa hipótese, o processo ficará suspenso, sem que a prescrição, no entanto, tenha seu curso suspenso, o que possibilitará o reconhecimento da extinção da punibilidade pelo advento da prescrição.

### Capacidade postulatória
A capacidade postulatória é a capacidade para praticar certos atos processuais, denominados de postulatórios. O ato postulatório é aquele no qual se requer algo em juízo. A capacidade postulatória é conferida pela lei a certos sujeitos, notadamente aos advogados. Os membros do Ministério Público também são dotados de capacidade postulatória, limitada aos fins institucionais da instituição. Por isso, nesse caso é dita uma capacidade postulatória sui generis ou funcional. Dessa forma, se um membro do Ministério Público participa de processo que exorbita suas funções, deverá se fazer representar por advogado.
Como a maioria dos atos praticados no processo são tidos como postulatórios, via de regra a parte precisa estar assistida por um advogado para que possa participar validamente da ação judicial. Aquele que já é advogado não precisa do auxílio de outro advogado; a lei permite que postule em causa própria. Em certos casos, a lei dispensa a necessidade de capacidade postulatória, de modo que o auxílio do advogado será facultativo. Nessa hipóteses, costuma-se dizer que a parte tem capacidade postulatória autônoma. No direito brasileiro, são hipóteses de dispensa da capacidade postulatória:
- Habeas corpus;[98]
- Auizamento de revisão criminal,[nota 37] interposição de recursos ordinários e requerimentos ao juiz da execução da pena, no processo penal;[97]
- Atuação na processo trabalhista, nas instâncias ordinárias;[nota 38]
- Ajuizamento de ação de alimentos;[nota 39]
- Pedido de retificações no Registro Civil;[99]
- Atuação nos Juizados Especiais Cíveis, em causas de valor inferior a vinte salários mínimos;[nota 40][nota 41]
- Atuação nos Juizados Especiais Federais e Juizados Especiais da Fazenda Pública.[nota 42][nota 41]
- Interposição de recurso, pelo juiz impedido ou suspeito, contra decisão que o declara impedido ou suspeito.[100]

### Ausência de capacidade
A capacidade das partes é pressuposto de existência e validade do processo, isto é, elementos necessários para que a relação processual exista
e, existindo, possa se desenvolver validamente.
Verificado que a parte não consta com advogado em processo no qual a assistência é obrigatória, as consequências serão distintas, a depender do processo - se civil ou penal. No processo civil brasileiro, a lei demanda que o juiz suspenda o processo, e dê prazo razoável a parte para que constitua novo procurador. O processo civil português também prevê a concessão de prazo a parte para a solução do problema; o processo só será suspenso, contudo, se for o caso de ação na qual a representação por meio de advogado é obrigatória. O Código de Processo Civil alemão adota a mesma solução: o processo só será suspenso na hipótese de representação obrigatória de advogado.
Ultrapassado o prazo sem que a parte tenha constituído procurador, as consequências dependerão do polo processual em que se encontra e do momento do processo:
- Processo em 1ª instância:
  - Se a parte for autora, será o processo extinto sem resolução de mérito;
  - Se a parte for ré, será considerado revel;
  - Se a parte for terceiro, será considerado revel ou excluído do processo, dependendo do polo em que se encontre;
- Processo em grau recursal:
  - Se a parte for a recorrente, o recurso não será conhecido;
  - Se a parte for a recorrida; as contrarrazões serão desentranhadas.

No processo penal a solução é distinta, já que a defesa técnica, efetuada por advogado ou defensor público, é considerada indispensável. Dessa forma, se o acusado não dispõe de advogado, deve o juiz nomear um advogado para a parte desassistida.

## Legitimidade
Diz-se legitimidade processual a relação entre a parte e o objeto litigioso do processo. É o vínculo entre as partes e a situação jurídica discutida no processo. Em outras palavras, é a situação prevista em lei que permite a um determinado sujeito propor a demanda judicial e a um determinado sujeito formar o polo passivo dessa demanda. Assim, a legitimidade autoriza que um sujeito discuta a relação de direito material deduzida em juízo. Tradicionalmente se afirma que serão legitimados ao processo os sujeitos descritos como titulares da relação jurídica de direito material deduzida pelo demandante. É nesse sentido, por exemplo, o Código de Processo Civil espanhol, que afirma que "serão consideradas partes legítimas aqueles que comparecerem e agirem em juízo como titulares da relação jurídica ou do objeto litigioso".
Quando a parte se diz titular da situação jurídica material que compõe o processo, tem-se a legitimação ordinária. Nesse caso, ela estará em juízo defendendo, em nome próprio, seu próprio interesse. Nesse caso, a parte reúne os conceitos de parte em sentido material e parte em sentido processual.
Excepcionalmente, a lei pode pode conferir a alguém, em certas hipóteses, a legitimação para defender, em nome próprio, interesse alheio. Nesse caso tem-se a  chamada legitimação extraordinária. O legitimado extraordinário não é titular do direito, mas a lei o autoriza a apresentar-se em juízo para discutir esse direito do qual não é titular. Como o legitimado extraordinário não é titular da relação jurídica discutida em juízo, não pode dela dispor, significando que não poderá renunciar à ação (se no polo ativo) ou reconhecê-la (se no polo passivo). A legitimidade extraordinária se justifica como um instrumento de viabilização e otimização da tutela jurisdicional, a permitir uma realização concreta do direito discutido em juízo.

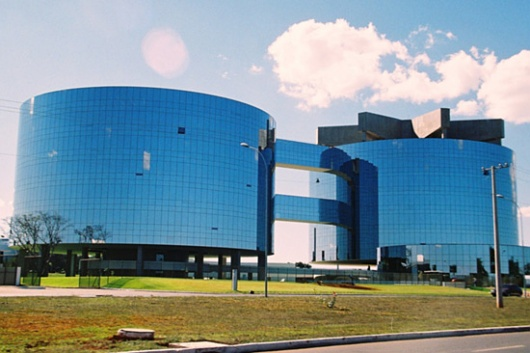
Sede do Ministério Público da União: no direito brasileiro, o Ministério Público é o legitimado a intentar a ação penal pública.

No processo penal brasileiro, é legitimado como autor o Ministério Público, nas ações penais públicas. O Ministério Público atua como legitimado ordinário, já que o direito de punir (ius puniendi) é de titularidade do Estado, que o exerce em juízo por meio do órgão ministerial. A vítima do crime - ofendido -, nesse caso, poderá vir a ser parte, caso opte por intervir no processo como assistente da acusação. Ainda que não intervenha no processo, a vítima deve ser intimada do "ingresso e à saída do acusado da prisão, à designação de data para audiência e à sentença e respectivos acórdãos que a mantenham ou modifiquem" (art. 201, § 2º). Na ação penal privada, a vítima será o autor da ação, denominado querelante. Nesse caso, o entendimento dominante é que o querelante atua como substituto processual, havendo uma delegação do direito de punir estatal ao particular.
A vítima pode ser ouvida pelo juiz, seja como terceiro, assistente da acusação ou como querelante, e esse ato será reputado como meio de prova. Nessa hipótese, o ofendido não é considerado testemunha, e, por isso, não presta compromisso legal de dizer a verdade, não respondendo pelo crime de falso testemunho caso forneça informação que saiba ser falsa. O ofendido pode ser responsabilizado penalmente, contudo, por denunciação caluniosa, caso reste comprovado que deu causa à instauração de investigação policial, processo judicial, investigação administrativa, inquérito civil ou ação de improbidade administrativa contra alguém, imputando-lhe crime de que o sabia inocente. O comparecimento em juízo é obrigatório; caso se recuse, o ofendido pode ser coercitivamente conduzido à presença do juiz, também denominada "condução sob vara" ou "debaixo de vara".
A legitimidade das partes é questão concernente ao mérito da demanda, isto é, as partes devem ser legítimas para que o mérito seja apreciado pelo juiz. Caso as partes não sejam legítimas, o mérito não será analisado, e o processo será extinto sem resolução de mérito.

### Legitimidade do menor de idade no processo penal
A maioria dos países apresenta uma idade mínima para que determinado indíviduo possa ser responsabilizado penalmente como um adulto. Trata-se da chamada maioridade penal. A menoridade penal não necessariamente significa impunidade; a lei pode reconhecer a imputabilidade penal de indivíduos com idade abaixo da maioridade penal, acarretando uma responsabilização de natureza penal diferenciada, sob a luz do chamado Direito Penal Juvenil.
A maioria dos países adota como idade mínima para uma responsabilidade penal juvenil o intervalo entre 12 a 14 anos, até os 18 anos. Abaixo dessa idade mínima, o menor é considerado penalmente inimputável, ou seja, não poderá receber punição pelo ato, sendo possível, no entanto, receber medidas especiais de caráter protetivo. Enquanto penalmente menor de idade, o sujeito não é parte legítima em um processo penal. Assim, se figurando em uma denúncia ou queixa criminal, esta não deverá ser aceita pelo juiz, em razão da ilegitimidade passiva do menor. Caso aceita, o processo deve ser extinto sem resolução de mérito, sem prejuízo da possibilidade de trancamento do processo por meio de habeas corpus. Importa notar que a menoridade refere-se à data do crime; dessa forma, maior de idade poderá ser parte ilegítima para figurar em processo criminal, caso a ação se refira a atos praticados quando ele era menor de idade.
No direito brasileiro, os maiores de 12 anos e menores de 18 ficam sujeitos ao Estatuto da Criança e do Adolescente, e os crimes praticados por sujeitos nessa idade são reputados "atos infracionais", devendo o processo tramitar em uma Vara de Infância e Juventude. Os menores de 12 anos estão sujeitos à medidas protetivas, aplicada em regra pelo Conselho Tutelar, e podendo ser revistas por um juiz da Vara de Infância e Juventude. Já em Portugal, a responsabilidade penal juvenil ocorre aos 12 anos, sendo os jovens abaixo desta idade penalmente inimputáveis. Os jovens entre 16 e 21 anos estão sujeitos a um Regime Penal Especial, conforme previsto no artigo 9º do Código Penal Português, e detalhado pelo decreto-lei nº 401/82, de 23 de setembro de 1982.
Para o Supremo Tribunal Federal, havendo dúvida quanto à menoridade do acusado, o processo penal deve ser suspenso e a questão sobre idade remetida ao juízo cível, só podendo a ação penal voltar a tramitar após decisão de juiz cível atestando a maioridade do acusado.

### Legitimidade na execução civil
A execução forçada de títulos executivos extrajudiciais (como um contrato, por exemplo), se faz mediante um processo autônomo, chamado de "processo de execução". O processo de execução tem como finalidade primordial dar ao credor tudo aquilo que ele receberia se o devedor tivesse cumprido espontaneamente a prestação constante do título.

## Poderes, deveres, faculdades e ônus das partes
Formada a relação jurídica processual entre o Estado-juiz e as partes, ficam autor e réu sujeitos a uma pluralidade de situações jurídicas no desenrolar do processo. Por esse motivo, diz-se que a relação jurídica processual é complexa e continuada, apontando Neves que essa relação é "composta de inúmeras posições processuais ativas (poderes, ônus, faculdades e direitos) e passivas (sujeição, deveres e obrigações)". Dessa forma, da qualidade de parte decorrem uma série de poderes, ônus, faculdades e deveres.
Poderes e faculdades são posições jurídicas ativas, correspondendo à permissão para a prática de certas atividades no processo. O exercício da faculdade se exaure na esfera jurídica daquele que a pratica, enquanto que o poder determina modificações na esfera jurídica alheia, criando novas posições jurídicas. Dever é a exigência de uma conduta, para satisfazer interesse alheio; já o ônus é a exigência de uma conduta para a tutela de interesse próprio. O não cumprimento de um dever implica numa sanção processual; já o não cumprimento de um ônus implica em desvantagem jurídica.
É dever das partes proceder com boa fé durante todo o processo. O Código de Processo Civil português determina que "as partes devem agir de boa-fé (...)", enquanto o Código de Processo Civil brasileiro prescreve que "aquele que de qualquer forma participa do processo deve comportar-se de acordo com a boa-fé". Como corolário da boa fé, as partes devem cooperar para que o processo atinja seu resultado final desejado, que é a solução do conflito por meio de uma sentença de mérito. Esse dever é tratado pela legislação brasileira e portuguesa como um "princípio da cooperação". Segundo o Código de Processo Civil Português, as partes  devem "cooperar entre si, concorrendo para se obter, com brevidade e eficácia, a justa composição do litígio". Já o Código de Processo Civil brasileiro prescreve que  "todos os sujeitos do processo devem cooperar entre si para que se obtenha, em tempo razoável, decisão de mérito justa e efetiva". O Código de Processo Civil da Inglaterra e País de Gales aponta que "as partes devem ajudar o tribunal a promover o objetivo primordial", objetivo esse que é "lidar com os casos de forma justa e com custos proporcionais".
Ao autor, incumbe determinar a extensão subjetiva da lide, isto é, que sujeitos figurarão na ação como réus. Em algumas hipóteses, o autor poderá escolher o procedimento que regulará o processo judicial. A título de exemplo, no direito brasileiro, permite-se em diversas situações que o autor opte entre o procedimento comum ou o procedimento sumaríssimo dos Juizados Especiais Cíveis, desde que, para a escolha do último, a causa não ultrapasse o valor de quarenta salários mínimos. Em outras, a lei determina o procedimento, não podendo o autor dispor dele. É o caso, por exemplo, das ações de competência da Justiça Federal brasileira de até sessenta salários mínimos, que obrigatoriamente deverão observar o procedimento sumaríssimo dos Juizados Especiais Federais.
As partes têm também a possibilidade de modificar o procedimento judicial, para que este se adeque melhor aos seus interesses particulares - os chamados negócios processuais. A medida desse poder varia de país para país: alguns limitam sobremaneira essa faculdade das partes, outros ampliam-na. O processo civil frânces é reconhecido como pioneiro nessa área, tendo conferido às partes ampla liberdade de conformação do processo.
O negócio processual mais comum é a aquele no qual as partes estabelecem a jurisdição ou o foro perante o qual a ação deverá ser intentada. Esse acordo apresenta diferentes nomes em cada país: no Brasil, é denominado cláusula de foro; em Portugal, de pacto de jurisdição; na Espanha, sumisión expresa ("submissão expressa"). A vontade das partes em estabelecer o foro ou a jurisdição deve respeitar as regras de competência do país; assim, o direito português prevê que "as regras de competência em razão da matéria, da hierarquia e do valor da causa não podem ser afastadas por vontade das partes" (art. 95º, 1). De modo semelhante, a legislação brasileira determina que " a competência determinada em razão da matéria, da pessoa ou da função é inderrogável por convenção das partes" (art. 62).
Desse modo, a título de exemplo, se duas pessoas realizam um contrato e nesse contrato elegem o foro de Lisboa para a solução de eventual lítigio judicial, essa disposição vinculará ambas as partes e o juiz do processo; caso a ação seja ajuizada em outro local que senão Lisboa, caberá ao prejudicado arguir essa matéria em sua contestação, e, sendo o argumento reconhecido pelo juiz, o processo será encaminhado ao foro competente da cidade de Lisboa.
No direito do trabalho brasileiro o entendimento dominante é que não se admite a cláusula de foro, em razão da hipossuficiência do empregado ante o empregador. Para os defensores dessa tese, a cláusula em contrato de trabalho que estabeleça o foro de eleição é considerada não escrita, e, portanto, inaplicável no processo. Alguns autores defendem que a cláusula de eleição de foro pode ter aplicação na seara trabalhista, desde que traga foro mais favorável ao trabalhador.